# Francesco de Mura

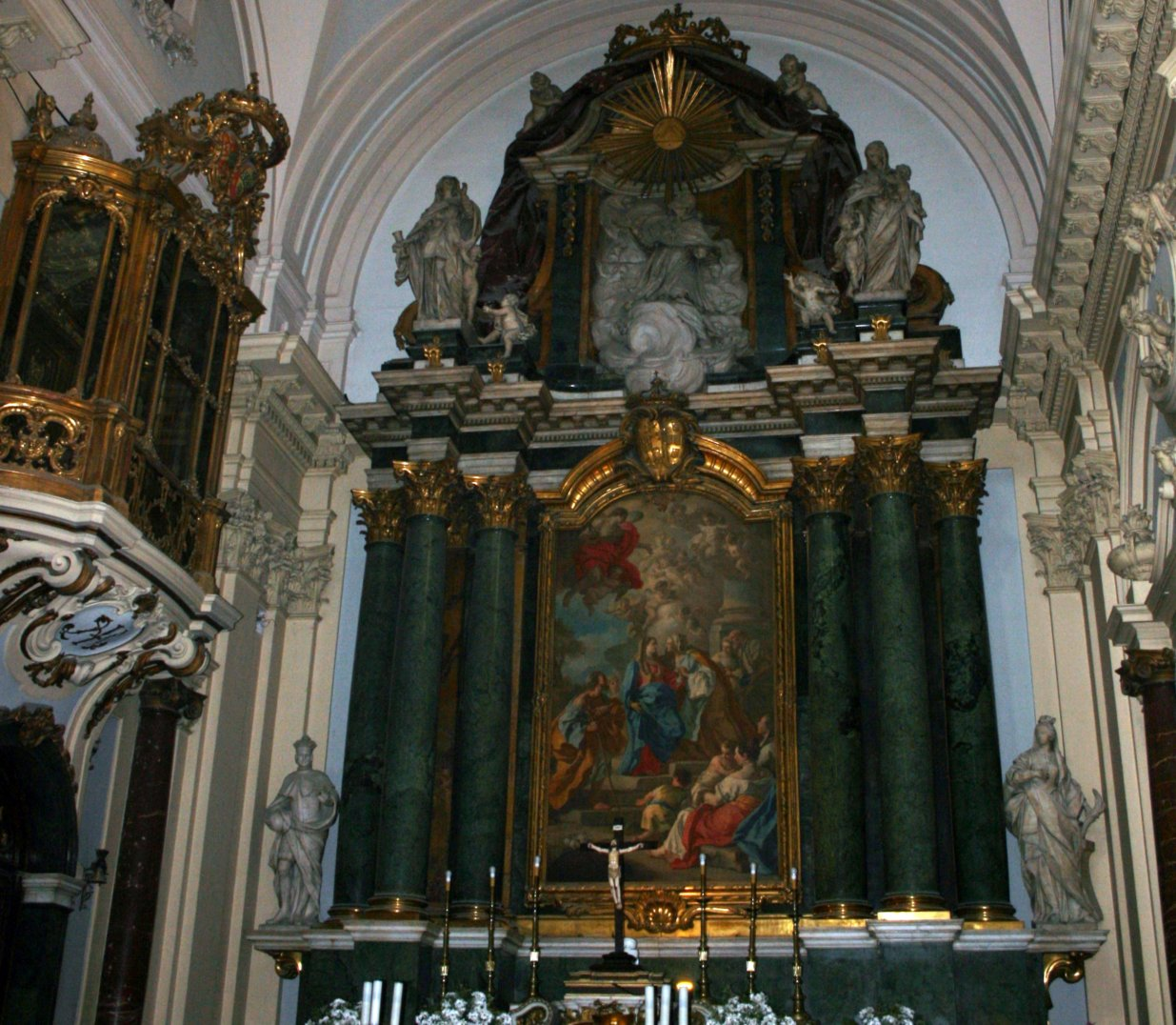
Altar de la Visitación, presbiterio de la iglesia del convento de las Salesas Reales, actual parroquia de Santa Bárbara, Madrid, 1750-1758. Altar mayor trazado por Francisco Carlier con esculturas de Juan Domingo Olivieri y el gran lienzo de la Visitación de María a su prima santa Isabel de Mura ocupando el cuerpo central.

Francesco de Mura (Nápoles, 1696-1782) fue un pintor italiano del último barroco.

## Biografía y obra
Tras formarse en el taller de Domenico Viola, en 1708 entró en el estudio de Francesco Solimena donde permaneció hasta 1730. La influencia de Solimena y de su técnica pictórica puede apreciarse especialmente en obras como el Cristo muerto en la cruz con san Juan, pintado en 1713 para la iglesia de San Girolamo alle Monache, y las realizadas a comienzos de la década de 1720. A partir de 1728, con las obras ejecutadas para la iglesia de Santa Maria Donnaromita, pueden apreciarse, sin embargo, unas maneras más personales, aunque siempre fuertemente influido por la temática de los académicos de la Arcadia, de moda en Nápoles en este momento.
Entre 1741 y 1743 permaneció en Turín, donde conoció al arquitecto Benedetto Alfieri y al pintor Corrado Giaquinto. Retornado a Nápoles, mantuvo el contacto con pintores activos en Roma, especialmente con el francés Pierre Subleyras, y gozó de amplio crédito, al punto de ser llamado a Madrid para trabajar al servicio de la corte española. En Madrid pintó el gran lienzo de la Visitación en la iglesia del convento de las Salesas Reales, fundación de Bárbara de Braganza, y el de San Francisco Javier con santa Bárbara de uno de los altares colaterales, ambos in situ. El Museo de Bellas Artes de Valencia conserva un Aquiles con las hijas de Licomedes, donado al museo en 2004.
Con su técnica cromática y los contenidos realistas, propios del clasicismo rococó, influyó ampliamente en los ambientes artísticos del «Settecento» napolitano. La escuela barroca, en particular en la estela de Francesco Solimena y Luca Giordano, es evidente tanto en sus obras de carácter profano, como los frescos pintados para los palacios reales de Turín y Nápoles, como en las obras pintadas para la iglesia, como la Epifanía de la iglesia de la Nunziatella en Nápoles, la Multiplicación de los panes de la catedral de Foggia y la tela de San Plácido en la iglesia de Poggio Imperiale.
A su muerte dejó todas las obras y bocetos que conservaba en su poder a la institución de caridad del Pio Monte della Misericordia de Nápoles.